# Sant Procés
Sant Procés va ser un sant i màrtir cristià del segle I. Juntament amb sant Martirià són recollits en el Martirologi Romà, el de Beda i d'altres com a dos dels principals escarcellers que tenien la missió de custodiar la presó Mamertina de Roma en temps de Neró, durant l'empresonament dels apòstols Pere i Pau previ al seu martiri. Segons aquests, haurien estat convertits i batejats a la presó, juntament amb altres quaranta-set homes i dones. A tots dos els van tallar el cap a la Via Aurèlia el dia 2 de juliol, dia de la seva festivitat.
S'esmenta que la pietosa Lucina, una matrona romana, els va manar agafar i els va donar sepultura en la seva propietat fins que van poder traslladar-se a l'església que es va construir en honor seu.
No se sap pràcticament res de la seva vida, i fins i tot el fet que Pere i Pau estiguessin tancats a la presó Mamertina és posat en dubte per l'Enciclopèdia Catòlica, entre d'altres.